# Claire Bergin
Claire Bergin (ur. 1 lutego 1985 w Dublinie) – irlandzka bobsleistka i lekkoatletka, uczestniczka Zimowych Igrzysk Olimpijskich 2010 w Vancouver.
10 lutego 2002 w Cardiff irlandzka sztafeta 4 × 200 metrów w składzie Ciara Sheehy, Martina McCarthy, Derval O’Rourke i Claire Bergin ustanowiła z czasem 1:37,43 aktualny halowy rekord kraju w tej konkurencji. W lipcu 2002 ustanowiła swój najlepszy w karierze wynik w lekkoatletycznym biegu na 200 metrów. W Kingston podczas mistrzostw świata juniorów pokonała ten dystans w czasie 24,36 sekundy. Na lekkoatletycznych mistrzostwach świata w 2011 roku irlandzka sztafeta kobiet w składzie: Marian Heffernan, Joanne Cuddihy, Michelle Carey i Claire Bergin ustanowiła rekord Irlandii w biegu sztafetowym 4 × 400 metrów, uzyskując czas 3:27,48. Pozwoliło to na zajęcie 11. miejsca w stawce dwudziestu startujących sztafet.
Medalistka mistrzostw Irlandii w lekkoatletyce.
W 2010 roku wzięła udział w zimowych igrzyskach olimpijskich. Wraz z Aoife Hoey uplasowała się na 17. miejscu w konkursie kobiecych dwójek.

## Osiągnięcia w bobslejach

### Igrzyska olimpijskie
| Igrzyska        | Konkurencja   | Czas    | Wynik | Zwycięzca                        |
| --------------- | ------------- | ------- | ----- | -------------------------------- |
| 2010, Vancouver | Dwójki kobiet | 3:38,84 | 17.   | Kaillie Humphries, Heather Moyse |

## Rekordy życiowe w lekkoatletyce
| Konkurencja               | Wynik | Miejsce    | Data           |
| ------------------------- | ----- | ---------- | -------------- |
| Bieg na 200 metrów        | 24,36 | Kingston   | 18 lipca 2002  |
| Bieg na 200 metrów w hali | 24,38 | Birmingham | 24 lutego 2002 |